# Ніч живих мерців: Початок
Ніч живих мерців: Початок (англ. Night of the Living Dead 3D: Re-Animation) — фільм жахів.

## Сюжет
Джеральд Товар завідує похоронною конторою, яка перейшла до нього від батька. У спадщину йому дістався не тільки сімейний бізнес, а й плоди темних батьківських справ — кілька ожилих трупів, яких Джеральд таємно від безладного персоналу замкнув в крематорії. Виношуючи на особистих мерців далекосяжні плани, Джеральд вирішує присвятити в них свого проблемного братика Гарольда.

## У ролях
- Ендрю Дівофф — Джеральд Товар молодший
- Джеффрі Комбс — Гарольд Товар
- Сара Лівінг — Крісті Форрест
- Робін Сідні — Дайенн
- Адам Чемберс — Рассел
- Скотт Томсон — Вернер Готтшок
- Деніс Дафф — сестра Сара
- Мелісса Бейлі — тітка Лу
- Ронда Олдріч — Honey Дел Амо
- Марк Сайкс — Френсіс Дел Амо
- Нейл ДеМонті — Боббі Кімбалл
- Кайл Морріс — Ерік Хедлі
- Андра Кокотт — місіс Блок